# Ramón J. Garay
Ramón Garay (1896 - 1956) fue un actor de cine y teatro nacido en España y radicado en Argentina.

## Carrera profesional
Actuó en Argentina en el teatro vocacional y más adelante lo hizo en las compañías de Antonia Herrero, Enrique Serrano, Ana Lasalle, Olinda Bozán y Luis Arata. Con la compañía dirigida por Juan Carlos Thorry trabajó en 1951 en la obra teatral Crimen en borrador de Julio Porter y Raúl Gurruchaga en el Teatro Grand Splendid.
En 1952 integró el elenco que encabezado por Lolita Torres y Juan Carlos Mareco representó la obra Ladroncito de mi alma en el Teatro Grand Splendid. Garay también trabajó en obras del género de revistas tanto en Buenos Aires como en giras por el interior del país.
Debutó en el cine en 1941 y a mediados de la década de 1950 alcanzó popularidad en el papel del detective Saporiti en los filmes protagonizados por Lolita Torres y dirigidos por Julio Saraceni: La mejor del colegio (1953) y Más pobre que una laucha (1955). Con la misma actriz trabajó en La edad del amor (1954), en el papel del empresario Mendiondo, y en Amor a primera vista y Novia para dos, ambas de 1956. También actuó junto a los Cinco Grandes del Buen Humor en Veraneo en Mar del Plata (1954).

## Filmografía
Actor
- Amor a primera vista  (1956)
- Novia para dos  (1956)
- La mujer desnuda  (1955)
- Más pobre que una laucha  (1955)
- La edad del amor  (1954)
- Veraneo en Mar del Plata  (1954)
- El muerto es un vivo  (1953)
- La mejor del colegio (1953)
- Bárbara atómica  (1952)
- Con la música en el alma  (1951)
- La mujer del león  (1951)
- El complejo de Felipe  (1951)
- La doctora Castañuelas  (1950)
- El seductor (1950)  …Don Perfecto
- Buenos Aires a la vista (1950)
- La vendedora de fantasías  (1950) …Conserje
- Al compás de tu mentira  (1950)
- Miguitas en la cama  (1949)
- Un tropezón cualquiera da en la vida  (1949) …Hombre que compra diario
- La doctora quiere tangos  (1949)
- Un hombre solo no vale nada  (1949)
- Un pecado por mes  (1949)
- La locura de don Juan  (1948)…Mayordomo
- Don Bildigerno en Pago Milagro  (1948)
- La muerte camina en la lluvia  (1948)…Conserje
- El barco sale a las diez  (1948)
- Una atrevida aventurita  (1948)
- Dios se lo pague  (1948)
- El hombre del sábado  (1947)
- Siete para un secreto  (1947)…Posadero
- Soy un infeliz  (1946)
- María Rosa  (1946) ...Nicolás
- Fantasmas en Buenos Aires  (1942)
- En el último piso  (1942)
- Así te quiero  (1942)
- Novios para las muchachas  (1941)
- Al toque de clarín  (1941)
- Historia de una noche  (1941)
- El hermano José  (1941)